# Марко Пршић
Марко Пршић (13. септембар 1990) српски је футсалер који наступа за крагујевачки КМФ Економац и футсал репрезентацију Србије.